# Bisten-en-Lorraine
Bisten-en-Lorraine – miejscowość i gmina we Francji, w regionie Grand Est, w departamencie Mozela.
Według danych na rok 1990 gminę zamieszkiwało 257 osób, a gęstość zaludnienia wynosiła 57 osób/km² (wśród 2335 gmin Lotaryngii Bisten-en-Lorraine plasuje się na 790. miejscu pod względem liczby ludności, natomiast pod względem powierzchni na miejscu 1054.).